# Brixworth

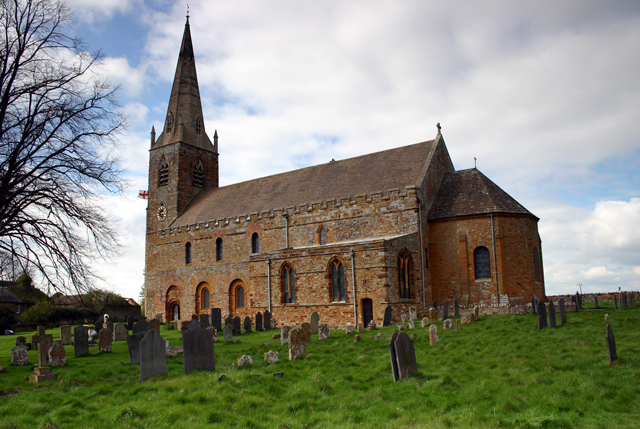
L'église paroissiale de Brixworth remonte pour partie à l'époque anglo-saxonne.

Brixworth est un village et une paroisse civile du Northamptonshire, en Angleterre. Il est situé sur la route A508, à 13 km au sud de Market Harborough et à 8 km au nord de Northampton. Administrativement, il relève de l'autorité unitaire du West Northamptonshire. Au moment du recensement de 2011, il comptait 5 228 habitants.

## Étymologie
Le nom Brixworth dérive du vieil anglais worth « enclos » suffixé à un nom d'individu, Beorhtel ou Bricel. Il est attesté dans le Domesday Book sous la forme Briclesworde.

## Industrie
Brixworth héberge une usine de moteurs Ilmor réputée dans le monde de la compétition automobile. Aujourd'hui, les moteurs V6 hybrides de Mercedes Grand Prix sont fabriqués dans l'usine de Brixworth au sein du département « High Performance Powertrains » de l'écurie optuple championne du monde de Formule 1.

## Religion
L'évêque de Brixworth est un suffragant de l'évêque de Peterborough et l'assiste dans la gestion du diocèse anglican de Peterborough.